# Bălușa, Bacău
Bălușa este un sat în comuna Odobești din județul Bacău, Moldova, România.